# Rio Beles
O rio Beles é um curso de água do oeste da Etiópia, afluente do rio Abay. A sua bacia hidrográfica corresponde a cerca de 14 200 km².
Este rio tem uma barragem para produção de energia hidroeléctrica.